# Meioneta picta
Meioneta picta là một loài nhện trong họ Linyphiidae.
Loài này thuộc chi Meioneta. Meioneta picta được Ralph Vary Chamberlin & Wilton Ivie miêu tả năm 1944.